# Минми
Минми (лат. Minmi) — род динозавров из семейства анкилозаврид (Ankylosauridae), живших во времена мелового периода (139,8—99,6 млн лет назад) на территории современной Австралии. Включает единственный типовой вид — Minmi paravertebra.

## Описание

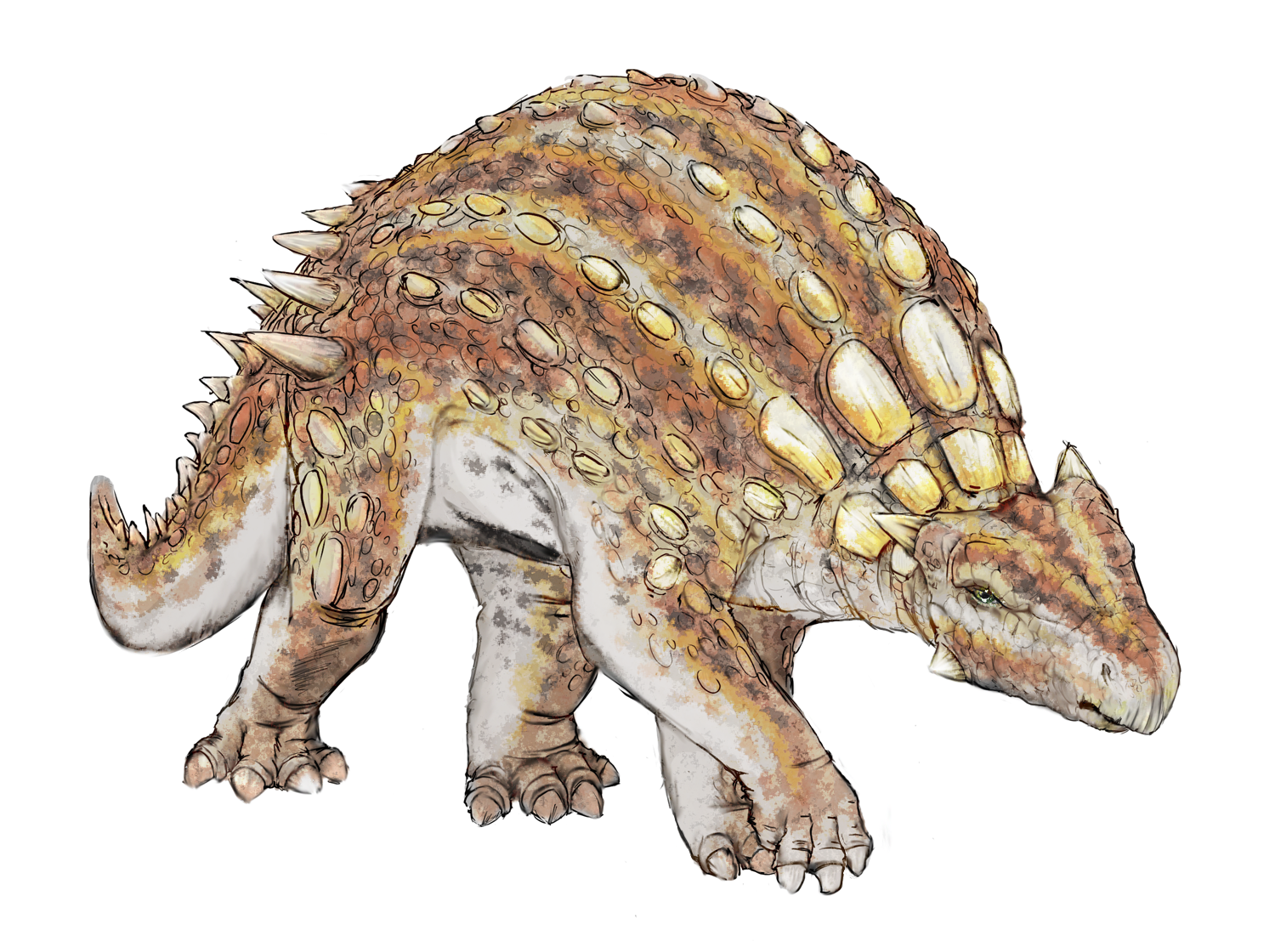
Реконструкция, основанная на материале Minmi sp., ныне выделенного в отдельный род Kunbarrasaurus

Минми был небольшим растительноядным четвероногим анкилозавром. В 2016 году Пол Серено оценил его длину в 3 метра, а вес — в 300 килограммов. Относительно других анкилозавров, у животного были удлинённые конечности, которые, возможно, помогали ему быстро искать укрытие под кустарниками когда ему угрожали крупные хищники, которые могли перевернуть маленькое животное на спину.
В отличие от других анкилозавров, у Minmi были горизонтально ориентированные костные пластины, которые проходили вдоль боковых сторон позвонков, отсюда и его видовое название «paravertebra». В 1980 году Molnar  признал, что это были окостеневшие сухожилия, но отрицал, что они были гомологичны окостеневшим сухожилиям других птицетазовых, и утверждал, что они напоминали патологический апоневроз современных крокодилов. Victoria Megan Arbour в 2014 году сочла это маловероятным и смогла найти только одну аутапоморфию в голотипе: высокие вертикальные тяжи окостеневшего сухожилия musculus articulospinalis на внешней стороне позвонка, которые крепятся к его боковому отростку. В 2015 году Arbour и Philip Currie пришли к выводу, что даже это не является уникальным признаком, а значит, у голотипа нет диагностических признаков, и Minmi является nomen dubium. Однако в описании родственного Kunbarrasaurus, опубликованном в 2015 году, сообщалось, что были обнаружены новые отличительные черты Minmi, позволяющие рассматривать таксон валидным. В 2021 году Розадилья и его коллеги утверждали, что Minmi действительно отличается от своих родственников, таких как Struthiosaurus, и его следует считать действительным родом.

## Открытие и изучение

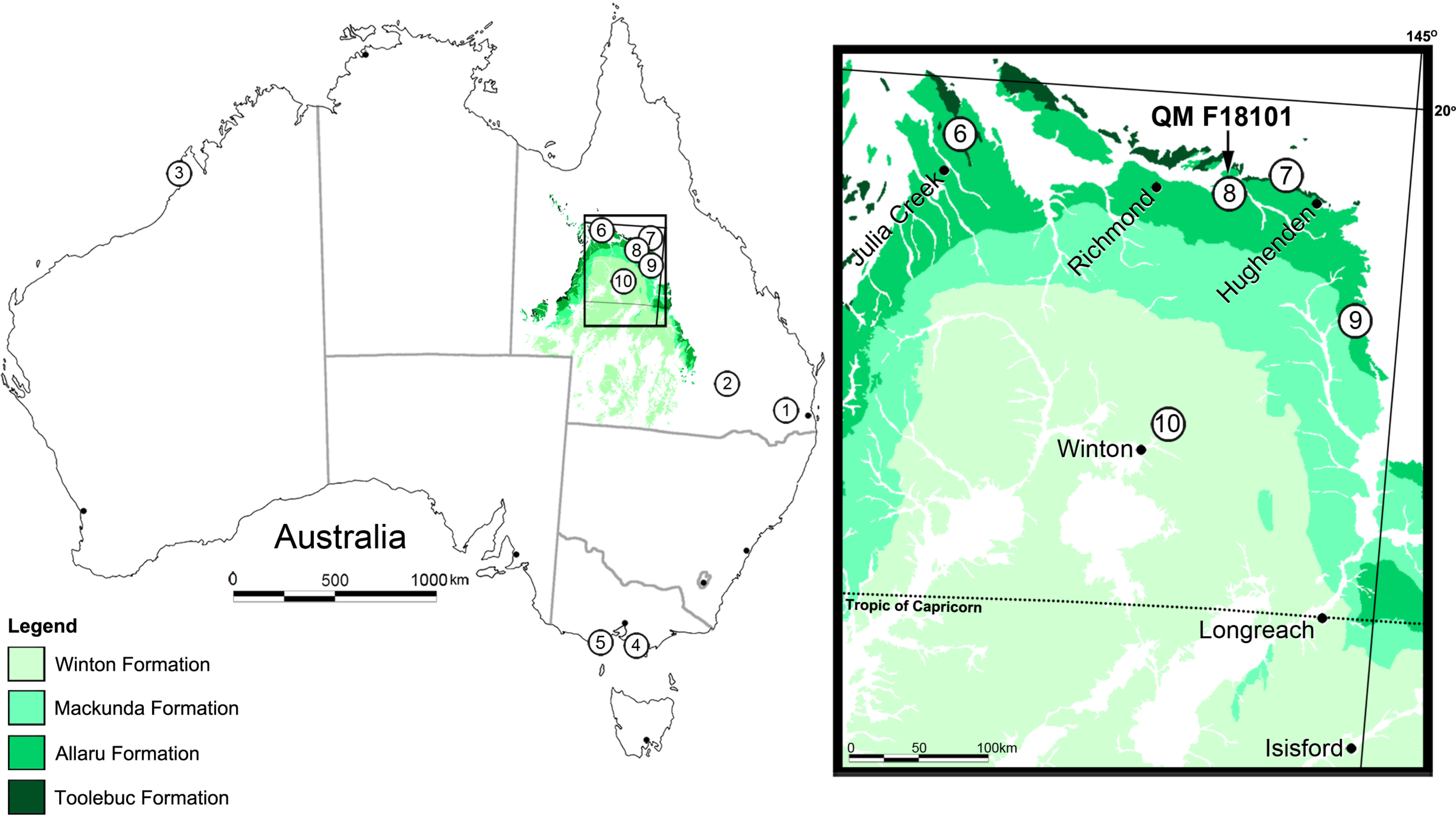
Местонахождения австралийских тиреофор. Место обнаружения голотипа минми обозначено числом 2

В 1964 году доктор Alan Bartholomai, сотрудник Квинслендского музея, обнаружил конкрецию из мелового камня, фрагменты скелета динозавра в Квинсленде недалеко от места Minmi Crossing, вдоль Injun Road, в километре к югу от Mack Gulley, к северу от города Roma.
В 1980 году Ralph E. Molnar назвал и описал типовой и единственный вид этого рода, Minmi paravertebra. Родовое название, на тот момент самое короткое для мезозойского динозавра, относится к месту обнаружения. Значение самого слова «минми» неясно; на местном языке аборигенов оно означает большую лилию, но может также происходить от огней мин-мин (Min Min lights), австралийской городской легенды об одноимённых блуждающих огнях. Видовое название относится к своеобразным костным элементам, расположенным вдоль позвонков, для описания которых Molnar использовал термин парапозвонки (paravertebrae).
Голотип QM F10329 был обнаружен в нижнемеловом слое формации Бунгиль, в отложениях древней лагуны, которые сначала были датированы барремским—валанжинским ярусами, но позже были отнесены к аптскому ярусу. Он состоит из частичного скелета без черепа: одиннадцать позвонков, рёбра, правая задняя конечность и пластины брюшной брони. Это был первый экземпляр тиреофор, обнаруженный в Южном полушарии.
В 1989 году был обнаружен гораздо более полный скелет, образец QM F1801, который включает в себя череп и сочленённую кожную броню. Он был обозначен как Minmi sp. С 1989 года большая часть информации о Minmi, представленной в книгах и на иллюстрациях, основана на этом втором образце, но в 2015 году он был выделен в отдельный род Kunbarrasaurus.
В период с 1989 по 1996 год было обнаружено несколько других образцов, которые в конечном итоге были отнесены к Minmi sp. (= Kunbarrasaurus). К ним относятся QM F33286: задняя часть тела с тазом и остеодермами; AM F35259: рёбра с остеодермами; QM F33565: часть бедренной кости; и QM F33566: часть большеберцовой кости, возможно, принадлежащая той же особи, что и QM F33565. Позднее был описан образец QM F119849, состоящий из рёбер и остеодерм.

## Филогения
В 1980 году Molnar отнёс Minmi к анкилозаврам. В 1987 году он считал его представителем нодозаврид. В 2011 году новый кладистический анализ, проведённый Thompson et al., показал, что Minmi является базальным анкилозавридом. Arbour & Currie включили Minmi и Minmi sp. в качестве отдельных оперативных таксономических единиц в свой анализ и определили Minmi как базального анкилозаврида, а Minmi sp. (= Kunbarrasaurus) — как более базального анкилозаврида, слишком «примитивного», чтобы относить его к Ankylosauridae или Nodosauridae.
Филогенетический анализ 2023 года рассмотрел как Minmi тиреофором, не относящимся ни к стегозаврам, ни к анкилозаврам из-за отсутствия у рода синапоморфий с анкилозаврами. Филогенетический анализ 2024 года показал, что минми — анкилозавр неопределённого таксономического семейства.

## Палеобиология и диета
В научной статье, опубликованной в 2000 году Ralph E. Molnar и Harold Trevor Clifford, говорится, что минми питался как листвой, так и низкорослой растительностью. Его рацион мог состоять из семян, фруктов, цветковых растений и папоротников.